# Mickey és az autóversenyzők
A Mickey és az autóversenyzők (eredeti cím: Mickey and the Roadster Racers (1-2. évad) Mickey Mouse Mixed-Up Adventures (3. évad)) 2017 és 2021 között vetített amerikai televíziós 3D-s számítógépes animációs kalandsorozat, amelyet Rob LaDuca és Mark Seidenberg. A sorozat a Mickey egér játszótere utódja.
Az Egyesült Államokban 2017. január 15-én mutatta be a Disney Junior és a Disney Channel. Magyarországon is a Disney Junior mutatta be 2017. április 22-én.

## Ismertető
Mickey, Minnie, Goofy, Donald, Daisy és Pluto versenyeznek városuk körül és szerte a világon.

## Szereplők

### Főszereplők
| Szereplő     | Eredeti hang              | Magyar hang             |
| ------------ | ------------------------- | ----------------------- |
| Mickey egér  | Bret Iwan                 | Rajkai Zoltán (2x20-ig) |
| Mickey egér  | Bret Iwan                 | Czető Roland (2x21-től) |
| Minnie egér  | Russi Taylor (1. hang)    | Mezei Kitty             |
| Minnie egér  | Kaitlyn Robrock (2. hang) | Mezei Kitty             |
| Goofy        | Bill Farmer               | Dézsy Szabó Gábor       |
| Donald kacsa | Daniel Ross               | Bolba Tamás             |
| Daisy kacsa  | Tress MacNeille           | Orosz Anna              |
| Plútó        | Bill Farmer               | Eredeti hang            |
| Kiki Kakukk  | Nika Futterman            | Molnár Ilona            |

### Mellékszereplők
| Szereplő              | Eredeti hang                                     | Magyar hang         |
| --------------------- | ------------------------------------------------ | ------------------- |
| Chip                  | Tress MacNeille                                  | Mics Ildikó         |
| Mrs. Beagleman        | Tress MacNeille                                  | Erdős Borcsa        |
| Dale                  | Corey Burton                                     | Szokol Péter        |
| Pete                  | Jim Cummings                                     | Vass Gábor          |
| Clarabelle            | April Winchell                                   | Kokas Piroska       |
| Hilda                 | April Winchell                                   | Kocsis Mariann      |
| Clara Cluck           | Russi Taylor (1. hang) Kaitlyn Robrock (2. hang) | Eredeti hang        |
| Billy Beagle          | Jay Leno                                         | Galbenisz Tomasz    |
| Robbie Roberts        | Tim Gunn                                         | Tarján Péter        |
| McBeagle polgármester | Bill Farmer                                      | Imre István         |
| Mr. Bigby             | Bill Farmer                                      | Petridisz Hrisztosz |
| Suzie                 | Natalie Coughlin                                 | Pekár Adrienn       |

## Epizódok
| Évad | Évad | Epizódok | Eredeti sugárzás  | Eredeti sugárzás   | Magyar sugárzás                                                 | Magyar sugárzás           |
| Évad | Évad | Epizódok | Évadpremier       | Évadfinálé         | Évadpremier                                                     | Évadfinálé                |
| ---- | ---- | -------- | ----------------- | ------------------ | --------------------------------------------------------------- | ------------------------- |
|      | 1    | 26       | 2017. január 15.  | 2018. március 23.  | 2017. április 22. (Disney Jr.) 2017. június 3. (Disney Channel) | 2018. április 28.         |
|      | 2    | 25       | 2018. április 13. | 2019. augusztus 2. | 2019. június 22. (M2)                                           | 2019. szeptember 14. (M2) |
|      | 3    | 35       | 2019. október 14. | 2021. március 27.  | TBA                                                             | TBA                       |